# Bathyraja interrupta
Bathyraja interrupta is een vissensoort uit de familie van de Arhynchobatidae. De wetenschappelijke naam van de soort is voor het eerst geldig gepubliceerd in 1897 door Gill & Townsend.